# Gregory Hutchinson (Schlagzeuger)

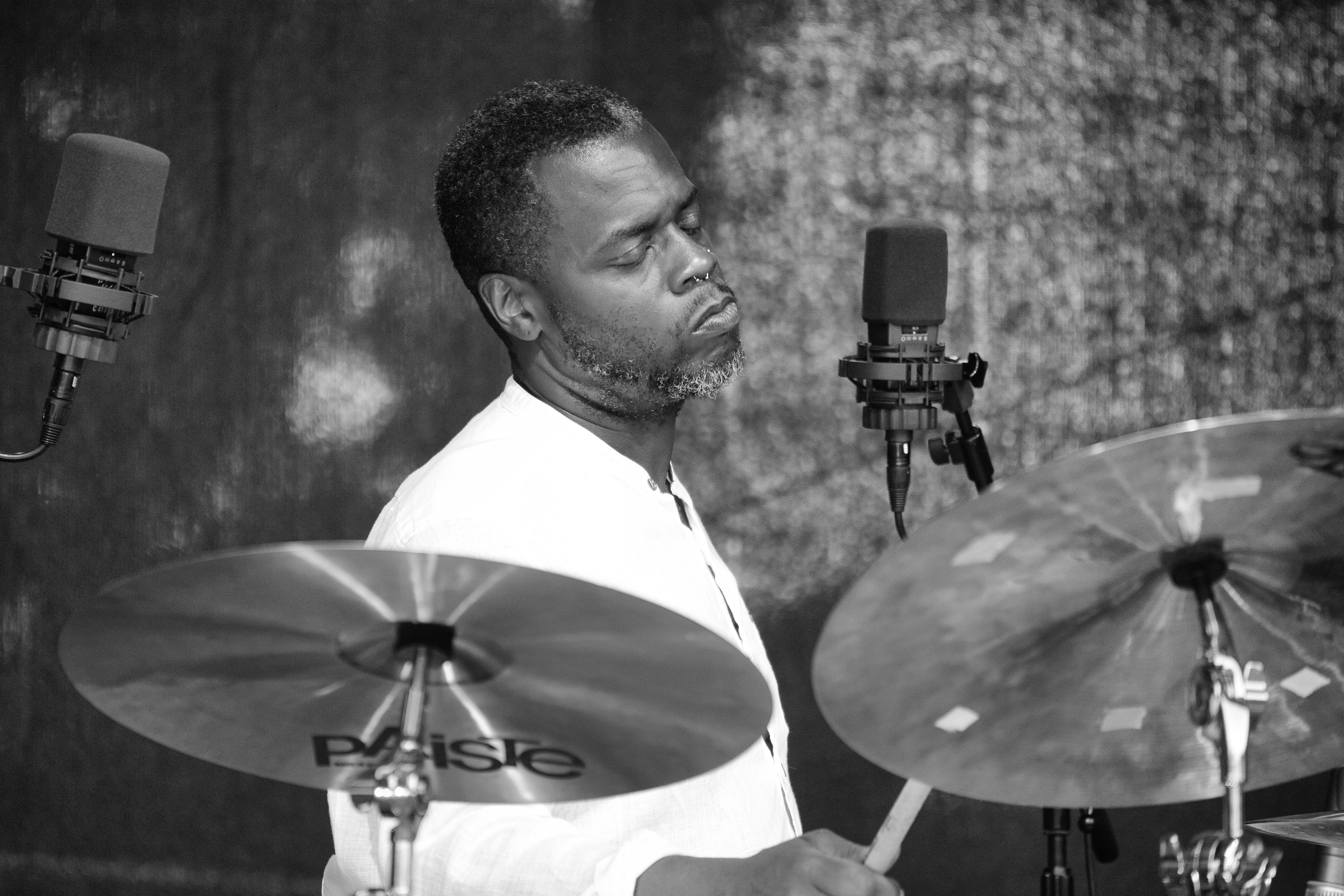
Gregory Hutchinson auf dem INNtöne Jazzfestival (2022)

Gregory Hutchinson (* 16. Juni 1970 in Brooklyn, New York) ist ein amerikanischer Schlagzeuger des Modern Jazz. Sein hoch differenziertes, „spritziges“ Spiel erinnert laut Martin Kunzler an Roy Haynes und Philly Joe Jones. Dem Jazz Magazine zufolge ist er „der Drummer seiner Generation“.

## Leben und Wirken

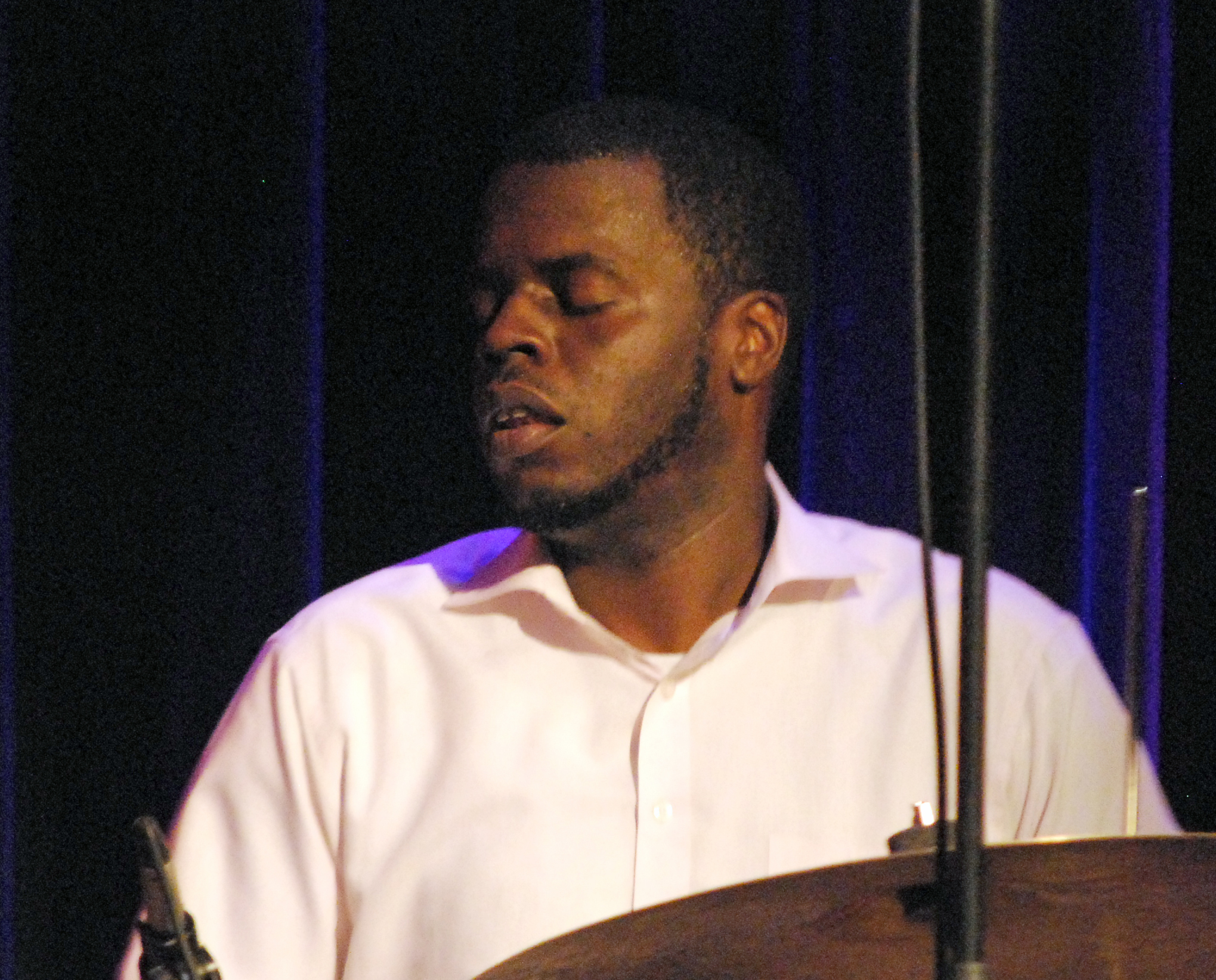
Greg Hutchinson bei einem Auftritt mit Joshua Redman und Reuben Rogers (2001)

Hutchinson, dessen Vater Perkussionist ist, begann bereits mit drei Jahren Schlagzeug zu spielen. Nach Unterricht bei Justin Diccicio studierte er Schlagwerk am Konservatorium seiner Heimatstadt und an der Manhattan School of Music. 1989/90 spielte er in der Band von Red Rodney. Danach begleitete er bis 1992 Betty Carter (The Music Never Stops), um dann bis 1995 Schlagzeuger bei Roy Hargrove zu sein. Daneben arbeitete er mit Lou Donaldson, Von Freeman und John Scofield. 1995 wurde er Mitglied im Trio von Ray Brown, mit dem er weltweit auf Tournee ging. Ab 2001 intensivierte er seine Zusammenarbeit mit Joshua Redman, zu hören u. a. auf Come What May (Nonesuch, 2019). Auch spielte er mit Dianne Reeves, Wynton Marsalis, Charles Lloyd, Diana Krall, Harry Connick junior, Kurt Rosenwinkel und Maria Schneider. 2022 spielte er mit Joe Sanders am Bass im Trio des Pianisten Gerald Clayton.
Weiterhin war er an Aufnahmen von Joe Henderson (Lush Life: The Music of Billy Strayhorn, 1991), Andy LaVerne, Frank Wess, Antonio Hart, LaVerne Butler, Eric Reed, Jane Monheit, Christian McBride, Johnny Griffin, Rodney Whitaker, Benny Green, Peter Bernstein (Signs Live!, 2017), Najponk, Kinga Głyk, Steve Wilson und Beegie Adair beteiligt. Gegenwärtig (2022) lebt er in Rom.

## Lexigraphische Einträge
- Leonard Feather, Ira Gitler: The Biographical Encyclopedia of Jazz.[2] Oxford University Press, New York 1999, ISBN 0-19-532000-X.
- Martin Kunzler: Jazz-Lexikon. Band 1: A–L (= rororo-Sachbuch. Band 16512). 2. Auflage. Rowohlt, Reinbek bei Hamburg 2004, ISBN 3-499-16512-0.